# Beartooth Mountains

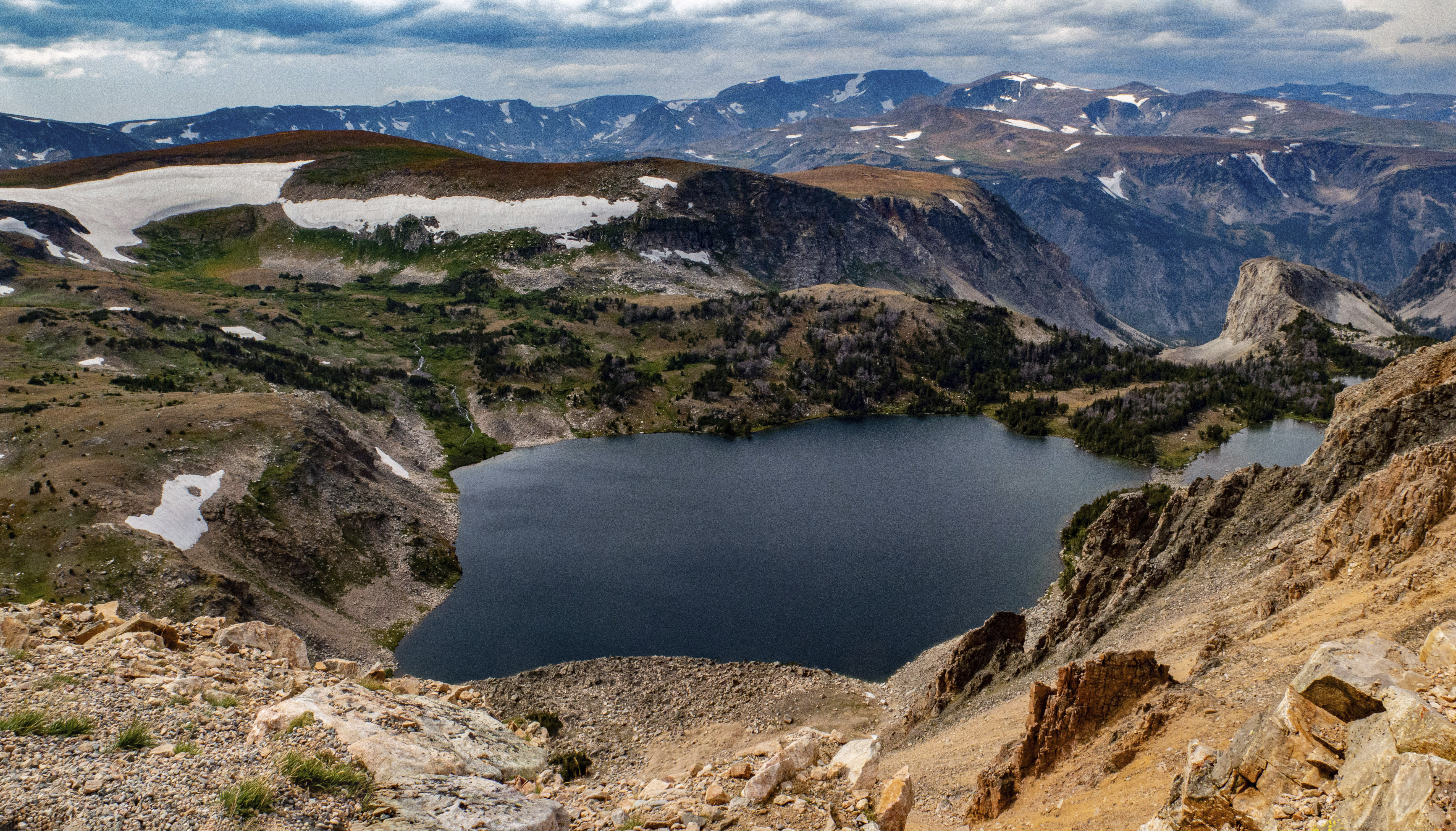
Jezioro Twin Lakes

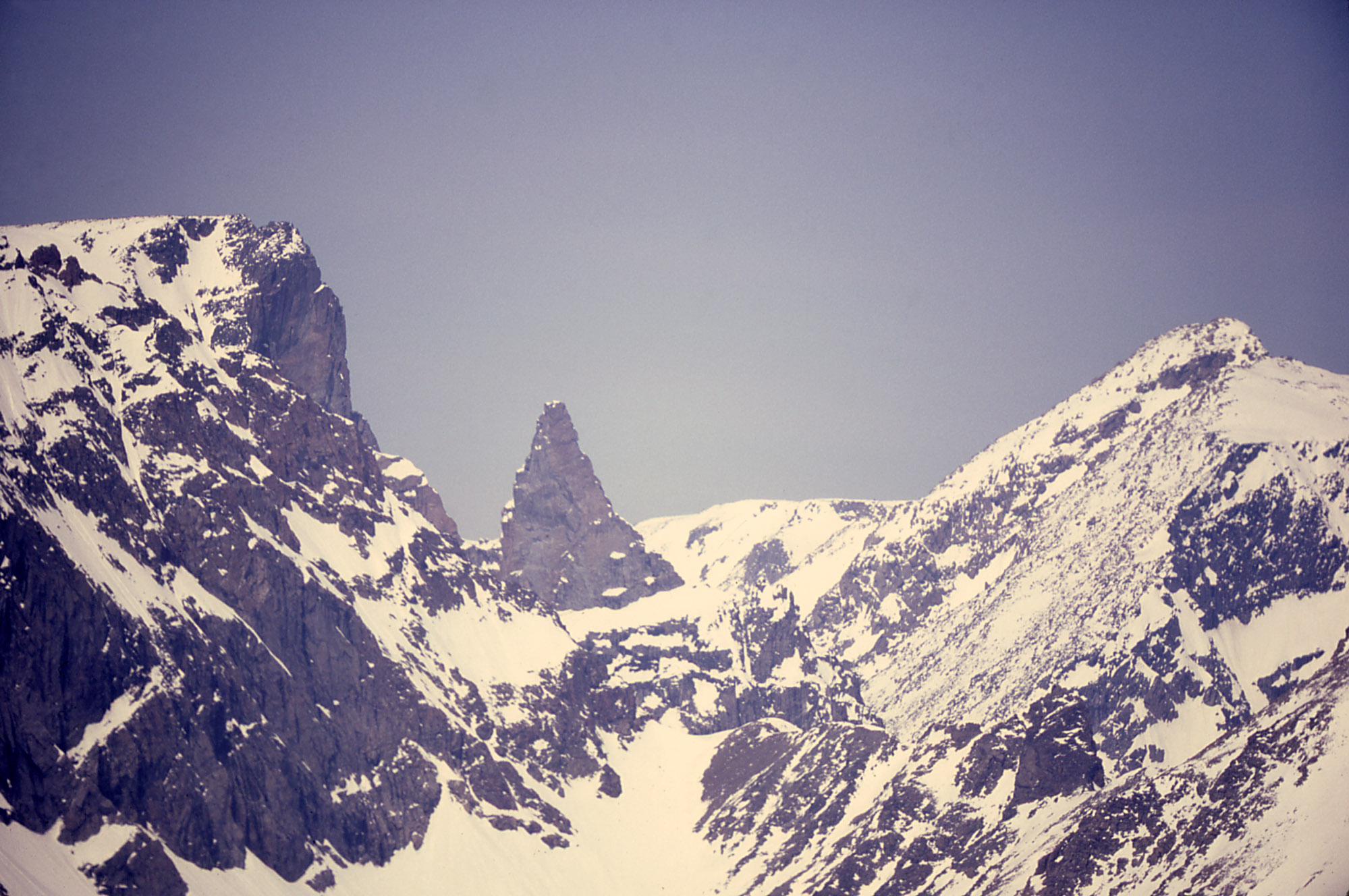
Szczyt Bears Tooth w kształcie zęba niedźwiedzia

Beartooth Mountains także Beartooth Range – pasmo górskie w USA, w łańcuchu Gór Skalistych, w południowej części stanu Montana (88 proc. powierzchni) i północnej części stanu Wyoming (pozostałe 12 proc. powierzchni). Stanowi północno-wschodnią część pasma Absaroka Range należącego do grupy Greater Yellowstone Rockies i leży na północ od Parku Narodowego Yellowstone. Od północy ogranicza je rzeka Yellowstone.
Beartooth Mountains zajmują powierzchnię 4 769 km² i rozciągają się na długości 87 km z północy na południe i 88 km ze wschodu na zachód. 
Pasmo zbudowane jest z granitowych i krystalicznych skał metamorficznych należącymi do najstarszych na Ziemi (około 5 mld lat). Znajdują się tu złoża niklu, chromu i platyny.
Beartooth Mountains to w większości płaskowyż poprzecinany licznymi kanionami. Najwyższa część pasma ma charakter alpejski. Znajduje się tu około 300 jezior, liczne wodospady i ponad 20 lodowców. 
Najwyższym szczytem jest Granite Peak (3901 m) będący zarazem najwyższym szczytem stanu Montana. Inne ważniejsze szczyty to: Mount Wood (3859 m), Castle Mountain (3844 m), Whitetail Peak (3826 m), Silver Run Peak (3823 m), Rainbow Peak (3822 m), Tempest Mountain (3801 m), Castle Rock Spire (3795 m), Mount Peal (3782 m), Castle Rock Mountain (3780 m) i Glacier Peak (Mt Spofford) (3764 m). 
Beartooth Mountains jest poza Alaską i Kanadą jednym z największych skupisk niedźwiedzi grizli w Ameryce Północnej. Żyją tu też m.in. owce kanadyjskie, niedźwiedzie czarne, pumy, rosomaki, rysie i wilki. 
Górna granica drzew wynosi około 2700 metrów. W lasach występują przede wszystkim świerki Engelmanna, jodły górskie, Pinus albicaulis i sosny wydmowe.
Nazwa pasma pochodzi od szczytu Bears Tooth (3634 m) przypominającego ząb niedźwiedzia.
Przez pasmo przechodzi droga Beartooth Highway. Główną miejscowością jest Red Lodge.